# Hyponerita impunctata
Hyponerita impunctata là một loài bướm đêm thuộc phân họ Arctiinae, họ Erebidae.